# Mukim di Sungai Kedayan
Sungai Kedayan è un mukim del Brunei situato nel Distretto di Brunei-Muara con 924 abitanti al censimento del 2011.

## Geografia antropica

### Suddivisioni amministrative
Il mukim è suddiviso in 7 villaggi (kapong in malese):
Lama, Bukit Salat, Sungai Kedayan 'B', Sungai Kedayan 'A', Ujong Tanjong, Kuala Peminyak, Pemancha lama.